# Liste bekannter Übersetzer
Dies ist eine Liste bekannter Übersetzer.
„Spezialisten“ sind zu finden unter: Liste von Übersetzern aus dem Altgriechischen, Neugriechischen

## A
- Bettina Abarbanell übersetzt aus dem Englischen.
- Ruth Achlama, Übersetzungen aus dem Hebräischen
- Rudolf Adam übersetzte die Göttliche Komödie von Dante Alighieri
- Sabine Adatepe übersetzt aus dem Türkischen.
- Wolfgang Adenberg, Musicals und Theaterstücke
- Henning Ahrens, Übersetzungen aus dem Englischen, u. a. Peter Dickinson, Hugo Hamilton, Don Paterson
- Aegidius Albertinus übertrug französische, italienische, lateinische, niederländische und vor allem spanische Autoren wie Baltasar Gracián
- Johann Georg Albini schuf Versübertragungen von Hermann Hugo und Jacob Cats
- Ursel Allenstein, Übersetzungen aus dem Dänischen, Schwedischen und Norwegischen
- Manfred Allié, Übersetzungen aus dem Englischen, u. a. Patrick Leigh Fermor, Richard Powers, Josephine Tey
- Angelica Ammar übersetzt aus dem Spanischen.
- Johann Valentin Andreae, aus dem Lateinischen Lucas Osiander sowie ins Lateinische Johann Arndt
- Sophie Angermann, Übersetzungen aus dem Norwegischen, Dänischen, Schwedischen und Englischen
- Barbara Antkowiak, Übersetzungen aus dem Bulgarischen, Serbischen, Kroatischen, Slowenischen und Bosnischen, z. B. Aleksandar Tišma, Miroslav Krleža und Danilo Kiš
- Uwe Anton, Übersetzer aus dem Englischen in den Bereichen Science-Fiction und Comics
- Anton Ulrich (Braunschweig-Wolfenbüttel), Theaterstücke von Pierre Corneille u. a.
- Gottfried Arnold, lateinische und spanische Theologen
- H. C. Artmann, neben zahlreichen anderen auch Werke von H. P. Lovecraft

## B
- Otto F. Babler, polyglotter Übersetzer von z. B. Dante, Poe, Rilke, Mácha, Kafka, Seghers
- Ingeborg Bachmann übersetzte Giuseppe Ungaretti.
- Marianne de Barde übersetzte für Hörfunk und Fernsehen eine sehr große Anzahl von Werken aus dem Englischen.
- Kaspar von Barth, Werke von Pietro Aretino und Fernando de Rojas
- Maike Barth, Übersetzerin aus dem Schwedischen, Norwegischen und Dänischen
- Heike Baryga, Übersetzerin aus dem Niederländischen ins Deutsche
- Sabine Baumann, Übersetzerin aus dem Englischen und Russischen
- Otto Bayer, Übersetzer aus dem Englischen
- Enrique Beck, Übersetzer aus dem Spanischen, Werke von Federico García Lorca
- Samuel Beckett, Übersetzung eigener Werke (Englisch – Französisch)
- Johann Joseph Beckh übertrug eine lateinische Komödie von Caspar Brülow.
- Martin Beheim-Schwarzbach, aus dem Englischen
- Larissa Bender, Übersetzerin aus dem Arabischen
- Walter Benjamin, Werke von Marcel Proust und Charles Baudelaire
- Heinrich von Berenberg, Übersetzer aus dem Spanischen, u. a. Roberto Bolaño
- Henryk Bereska, Übersetzungen aus dem Polnischen
- Paul Berf übersetzt aus skandinavischen Sprachen.
- Timo Berger übersetzt aus lusitanischen Sprachen.
- Christiane Bergfeld, Übersetzungen überwiegend aus dem Englischen
- Matthias Bernegger übersetzte Galileo Galilei aus dem Italienischen ins Lateinische.
- Susan Bernofsky, amerikanische Übersetzerin aus dem Deutschen
- Helga van Beuningen, Übersetzungen aus dem Niederländischen
- A. C. Bhaktivedanta Prabhupada, Übersetzer aus dem Sanskrit ins Englische
- Pieke Biermann, Übersetzerin aus dem Englischen, Autorin
- Klaus Binder, übersetzt aus dem Englischen und dem Lateinischen
- Hedwig M. Binder, übersetzt aus skandinavischen Sprachen
- Günther Birkenfeld, übersetzte aus dem Englischen, Italienischen und Französischen
- Sigmund von Birken verdeutschte ein lateinisches Schauspiel von Jacob Masen
- Anne Birkenhauer übersetzt aus dem Hebräischen, u. a. Werke von David Grossman
- Vera Bischitzky, Übersetzungen aus dem Russischen und Englischen
- Cornelius Bischoff übersetzt aus dem Türkischen, u. a. viele Werke von Yaşar Kemal.
- Meike Blatnik übersetzt aus dem Niederländischen.
- Ulrich Blumenbach, Übersetzungen aus dem Amerikanischen und Englischen, u. a. David Foster Wallace
- Hansi Bochow-Blüthgen, Übersetzungen aus dem Amerikanischen und Englischen
- Friedrich von Bodenstedt
- Walter Boehlich
- Isabel Bogdan, Übersetzerin aus dem Englischen und Autorin
- Reinhild Böhnke, Übersetzungen aus dem Englischen, besonders J. M. Coetzee
- Wilfried Böhringer übersetzte aus dem Spanischen und dem Französischen.
- August Bohse übersetzte Romane und Briefsteller aus dem Französischen.
- Annemarie Böll übersetzte aus dem Englischen.
- Heinrich Böll, deutsche Übersetzungen von J. D. Salingers Werken, zusammen mit seiner Frau
- Eva Bonné übersetzt aus dem Englischen.
- Mirko Bonné, Übersetzer aus dem Englischen, Dichter und Schriftsteller
- Rudolf Borchardt, Dante-Übersetzer
- Stefan Borg, übersetzt philosophische Werke und Romane aus dem Russischen und Dänischen ins Schwedische, u. a. Leo Schestow und Søren Kierkegaard, und publiziert diese seit 1994 auch selbst (siehe Nimrod Förlag)
- Anneliese Botond, Übersetzerin aus dem Französischen und Spanischen
- Helmut M. Braem, Übersetzer aus dem Englischen
- Julika Brandestini, Übersetzerin aus dem Italienischen und Englischen
- Kirsten Brandt, Übersetzerin aus dem Spanischen, Portugiesischen und Katalanischen
- Andreas Brandhorst, übersetzt Werke von Terry Pratchett
- Irmela Brender, Übersetzerin aus dem Englischen
- Hans Georg Brenner, übersetzte aus dem Französischen
- Friedrich Christian Bressand übersetzte Dramen aus dem Französischen, z. B. Pierre Corneille und Jean Racine, sowie Opernlibretti aus dem Italienischen
- Elisabeth Brock-Sulzer
- Barthold Heinrich Brockes verdeutschte James Thomson und Alexander Pope
- Gerhard Bronner, übersetzte Ephraim Kishon aus dem Hebräischen.
- Thomas Brovot, Übersetzungen aus dem Spanischen
- Eva Brunner, Übersetzungen aus dem Englischen und Italienischen
- Martin Buber, Übersetzungen aus dem Hebräischen. Buber schuf – großteils zusammen mit Franz Rosenzweig – das Werk Die Schrift, eine Übersetzung, besser Nachdichtung, des Tanachs.
- Andreas Heinrich Bucholtz übersetzte Horaz und Lukianos von Samosata.
- Christoph Buchwald übersetzt aus dem Niederländischen.
- Werner Buhss, polyglotter Übersetzer
- Anke Caroline Burger, Übersetzerin aus dem Englischen
- Coletta Bürling, Übersetzerin aus dem Isländischen
- Albrecht Buschmann, Übersetzer aus dem Spanischen
- Wolfgang Butt, Übersetzer aus dem Schwedischen, Norwegischen, Dänischen und Isländischen

## C
- Jean-Claude Capèle (1953–2017), Übersetzer aus dem Deutschen ins Französische
- Maria Carlsson, Übersetzerin aus dem Englischen
- Margaret Carroux, Werke von J. R. R. Tolkien
- Paul Celan
- Martin Chalmers (1948–2014), britischer Übersetzer aus dem Deutschen
- Christian II. (Anhalt-Bernburg), Übersetzung von Antonio de Guevara
- Matt Cohen übersetzte franko-kanadische Autoren ins Englische.
- Gerhardt Csejka, Übersetzer aus dem Rumänischen
- Maria Csollány übersetzte u. a. aus dem Niederländischen.

## D
- Margrit von Dach, Übersetzerin aus dem Französischen
- Claudia Dathe, Übersetzerin aus dem Ukrainischen und dem Russischen
- Sigrid Daub, Übersetzerin aus dem Dänischen und Norwegischen
- Karl Dedecius, Werke polnischer Autoren
- Constantin Christian Dedekind übertrug Jacob Cats aus dem Niederländischen und Johann Lauremberg aus dem Plattdeutschen ins Hochdeutsche
- Peter Demetz, Werke tschechischer Autoren
- Nicola Denis übersetzt aus dem Französischen.
- Katy Derbyshire übersetzt aus dem Deutschen.
- Maria Dessauer übersetzte aus dem Französischen und Englischen.
- Robin Detje, Übersetzungen aus dem Englischen
- Paul Deussen, Übersetzer aus dem Sanskrit
- Hermann Diels
- Yasemin Dinçer, übersetzt aus dem Englischen
- Brigitte Döbert übersetzt aus dem Bosnischen, Englischen, Kroatischen und Serbischen.
- Thyra Dohrenburg übersetzte aus dem Dänischen, Norwegischen und Schwedischen
- Ebba D. Drolshagen übersetzt aus dem Englischen, Norwegischen und Dänischen.
- Wilhelm Droste übersetzt aus dem Ungarischen.
- Ralph Dutli, übersetzt aus dem Deutschen und Französischen ins Deutsche und ins Französische

## E
- Jörn Ebeling, Übersetzer aus dem Französischen
- Andreas Ecke, Übersetzer aus dem Niederländischen
- Liselotte Eder, deutsche Übersetzerin von Truman Capote, Tennessee Williams u. a.; Mutter von Rainer Werner Fassbinder
- Elisabeth Edl, Übersetzerin aus dem Französischen
- Sibel Edmonds, ehemalige Übersetzerin arabischer Texte beim FBI, Gründerin der National Security Whistleblowers Coalition (NSWBC)
- Hanni Ehlers, Übersetzerin aus dem Niederländischen und Englischen
- Thomas Eichhorn, Übersetzer von Fredy Neptune von Les Murray
- Heinrich Elmenhorst übertrug Libretti aus dem Französischen und Italienischen, u. a. Pierre Corneille
- Juri Elperin, Übersetzer aus dem Russischen
- Monika Elwenspoek, Übersetzerin aus dem Englischen
- Wilm Wolfgang Elwenspoek, Übersetzer aus dem Englischen und Französischen
- Sigrid Engeler, Übersetzerin aus dem Schwedischen, Dänischen, Norwegischen und Englischen
- Carina von Enzenberg, Übersetzerin aus dem Spanischen, Französischen und Englischen
- Hans Magnus Enzensberger übersetzte W. H. Auden
- Rolf Erdorf, Übersetzer aus dem Niederländischen
- Nadine Erler, Übersetzerin aus dem Finnischen, Schwedischen, Dänischen, Norwegischen und Englischen
- Walter Ernsting, Übersetzer aus dem Englischen im Bereich Science-Fiction
- Johann Christoph Ettner übersetzte alchemistische und medizinische Texte aus dem Lateinischen und Niederländischen
- Hedda Eulenberg übersetzte Kurzprosa von E. A. Poe uva.
- Richard Exner übersetzte Texte von Robinson Jeffers, Wallace Stevens und William Butler Yeats ins Deutsche, von Heinz Piontek und Günter Bruno Fuchs ins Englische

## F
- Hartmut Fähndrich, aus dem Arabischen
- Horst Fassel, aus dem Rumänischen
- Johannes Fastenrath, aus dem Spanischen
- Barthold Feind übersetzte Jacob Cats und andere Autoren aus dem Niederländischen, sowie mehrere Libretti aus dem Italienischen
- Christoph Ferber übersetzt aus dem Italienischen, Russischen und Französischen, Autoren wie Vincenzo Cardarelli, Eugenio Montale, Giorgio Orelli, Sandro Penna, Stéphane Mallarmé u. a.
- Janko Ferk übersetzt vor allem Schriftstellerinnen und Schriftsteller aus dem Slowenischen.
- Sonja Finck, deutsch-kanadische Übersetzerin aus dem Englischen, Spanischen und Französischen
- Tina Flecken, Übersetzerin aus dem Isländischen, Schwedischen und Englischen
- Paul Fleming produzierte eine Teilübersetzung von Giovanni Battista Guarini.
- Heike Flemming übersetzt aus dem Ungarischen.
- Holger Fliessbach, Übersetzer aus dem Englischen und Französischen
- Holger Fock, Übersetzer aus dem Französischen
- Günther Frauenlob, Übersetzer aus dem Norwegischen und Dänischen
- Mariana Frenk-Westheim, übersetzt aus dem Spanischen ins Deutsche und umgekehrt.
- Ebba-Margareta von Freymann, Gedichte von J. R. R. Tolkien
- Erich Fried, u. a. deutsche Übersetzung von Shakespeare und Dylan Thomas
- Matthias Frings, Übersetzer aus dem Englischen ins Deutsche
- Marianne Frisch, Übersetzerin aus dem Englischen ins Deutsche
- Shelley Frisch, amerikanische Übersetzerin aus dem Deutschen
- Klaus Fritz, deutscher Übersetzer der Harry-Potter-Romane
- Erika Fuchs, deutsche Übersetzerin der Disney-Comics

## G
- Zsuzsanna Gahse, Übersetzerin aus dem Ungarischen, u. a. Werke von Péter Esterházy
- Efrat Gal-Ed, Übersetzerin aus dem Jiddischen, Hebräischen, Aramäischen: Mascha Kaléko, Tuvia Rübner, Avraham Ben Yitzhak, Itzik Manger
- Antoine Galland übersetzte Tausendundeine Nacht ins Französische, die erste Übersetzung in eine europäische Sprache überhaupt
- Gao Niansheng Übersetzer aus dem Deutschen ins Chinesische
- Swetlana Geier, Übersetzerin aus dem Russischen, darunter die Neuübersetzung der großen Romane Dostojewskis
- Stefan George
- Stefanie Gerhold, Übersetzerin aus dem Spanischen
- Hans Egon Gerlach, deutscher Übersetzer aus dem Englischen, Norwegischen und Schwedischen, darunter Werke von Henrik Ibsen und August Strindberg
- Martin Gimm, Übersetzer aus dem Chinesischen und Mandschurischen
- Lew Ginsburg übersetzte u. a. Werke von Peter Weiss ins Russische.
- Sergej Gladkich übersetzt u. a. aus dem Deutschen und dem Französischen ins Russische und umgekehrt.
- Helmut Goeb, Übersetzer aus dem Niederländischen, Englischen und Französischen
- Heinz Goldberg, Übersetzer aus dem Finnischen
- Georges-Arthur Goldschmidt übersetzt aus dem Deutschen ins Französische
- Karin Graf, Übersetzerin aus dem Englischen
- Georg Greflinger übersetzte mehrere Werke aus dem Französischen u. a. Pierre Corneille, Niederländischen und Spanischen
- Johann Diederich Gries, übersetzte Werke von Torquato Tasso, Ludovico Ariosto, Pedro Calderon und anderen berühmten fremdsprachigen Autoren zum ersten Mal adäquat ins Deutsche
- Hildegard Grosche, übersetzte aus dem Ungarischen
- Brigitte Große, Übersetzerin aus dem Französischen und Englischen
- Hanns Grössel, Übersetzer aus dem Französischen, Dänischen und Schwedischen
- Anette Grube, Übersetzerin aus dem Englischen
- Ragni Maria Gschwend, deutsche Übersetzerin aus dem Italienischen
- Ní Gudix (eigentlich Gudrun Rupp), deutsche Übersetzerin aus dem Englischen und dem irischen Englisch
- Thomas Gunkel, deutscher Übersetzer aus dem Englischen
- Dirk van Gunsteren, deutscher Übersetzer aus dem Englischen
- Frank Günther übersetzte aus dem Englischen ins Deutsche, insbesondere das Gesamtwerk Shakespeares.
- Wolfgang Günther übersetzte aus dem Französischen, Spanischen, Portugiesischen ins Deutsche

## H
- Herta Haas übersetzte u. a. Bernard Malamud und Henry James ins Deutsche.
- Gabriele Haefs, Übersetzerin aus dem Norwegischen, Dänischen, Schwedischen, Niederländischen, Englischen und Irischen ins Deutsche
- Gisbert Haefs übersetzt aus dem Englischen, Französischen, Spanischen ins Deutsche.
- Michael Hamburger übersetzte zahlreiche Stücke von William Shakespeare, u. a. Romeo und Julia, Maß für Maß, Kaufmann von Venedig, Macbeth, Was ihr wollt, aber auch Stücke von Sean O’Casey, Arthur Miller, Donald Freed u. a. sowie, zusammen mit Christa Schuenke, Zwar ist auch Dichtung Sünde – Gedichte von John Donne.
- Joseph von Hammer-Purgstall übersetzte arabische, persische und türkische Literatur ins Deutsche.
- Tanja Handels übersetzt aus dem Englischen ins Deutsche.
- Peter Handke übersetzt aus dem Altgriechischen, dem Französischen, dem Englischen, dem Slowenischen ins Deutsche.
- Esther Hansen, Übersetzerin aus dem Italienischen und Englischen
- Wolf Harranth, Übersetzer aus dem Englischen
- Georg Philipp Harsdörffer übersetzte englische, französische, lateinische und spanische Autoren.
- Cornelius Hartz übersetzt Belletristik, Sachbücher und Spannungsliteratur aus dem Englischen.
- Sophie Hasenclever übersetzte vor allem Dantes La Divina Commedia und sämtliche Gedichte Michelangelos ins Deutsche.
- Thomas Haufschild, Übersetzer aus dem Englischen, u. a. Eliot Pattison
- Friederike Hausmann übersetzt insbesondere aus dem Italienischen.
- Markus Hediger, Übersetzer aus dem Französischen, u. a. Jacques Mercanton, Alice Rivaz, Yvette Z’Graggen
- Jakob Hegner, Übersetzer christlicher Autoren aus dem Französischen und Englischen
- Frank Heibert, deutscher Übersetzer aus dem Englischen, Französischen und Portugiesischen
- David Elias Heidenreich übertrug Dramentexte aus dem Französischen und Niederländischen
- Manfred Peter Hein übersetzte Werke und Texte aus dem Finnischen und Tschechischen
- Hanno Helbling übersetzte aus dem Italienischen, Französischen und Englischen
- Eugen Helmlé, Werke aus dem Französischen und Spanischen
- Hans Hennecke, Übersetzer aus dem Englischen und Französischen
- Gerd Henniger, Übersetzer aus dem Französischen und Englischen
- Max Henninger, Übersetzer aus dem Englischen und Französischen
- Gregor Hens, Übersetzer aus dem Englischen
- Hans-Horst Henschen, Übersetzer aus dem Französischen und Englischen
- Stephan Hermlin übersetzte englische Autoren wie Shakespeare und Keats.
- Rudolf Hermstein, Übersetzer aus dem Englischen
- Ingo Herzke, Übersetzer aus dem Englischen
- Hans M. Herzog, Übersetzer aus dem Englischen
- Eva Hesse, Übersetzerin aus dem Englischen
- Ernst Heyda, Übersetzer aus dem Englischen
- Michiel Heyns, Übersetzer aus dem Afrikaans
- Wolfgang Hildesheimer übersetzte Autoren wie Franz Kafka und Stefan George ins Englische sowie englischsprachige Autoren wie James Joyce, George Bernard Shaw und Samuel Beckett ins Deutsche.
- Jürgen Hillner, Übersetzer aus dem Niederländischen
- Friedrich Hitzer übersetzte russische Autoren wie Michail Schatrow.
- Susanne Höbel übersetzt aus dem Englischen.
- Christian Hoburg übertrug lateinische religiöse Werke.
- Roland Hoffmann, Übersetzer aus dem Dänischen, Norwegischen und Schwedischen
- Elise von Hohenhausen übersetzte im 19. Jahrhundert Werke von Lord Byron, Walter Scott, Edward Young, Tennyson und Longfellow
- Christian Hoffmann von Hoffmannswaldau übersetzte Giovanni Battista Guarini.
- Vyvyan Holland, Übersetzer für Französisch, Spanisch, Italienisch und Deutsch; übertrug u. a. die Werke seines Vaters Oscar Wilde in verschiedene Sprachen.
- Else von Hollander-Lossow, übersetzte aus dem Dänischen, Englischen, Niederländischen und Schwedischen.
- Ernst Christoph Homburg übertrug Jacob Cats.
- Annemarie Horschitz-Horst, deutsche Übersetzerin der Werke von Ernest Hemingway
- Karl August Horst, Übersetzer aus dem Spanischen (Jorge Luis Borges), Französischen, Italienischen und Englischen
- Otto Höschle, übersetzt aus dem Englischen, Französischen und Persischen
- Annemarie Hübner, Germanistin und Übersetzerin, übertrug u. a. An Rutgers ins Deutsche und gutachtete vor deutschen Gerichten über die Quellenechtheit der deutschen Übersetzung des Tagebuchs der Anne Frank.
- Tobias Hübner übertrug mehrere Werke aus dem Französischen
- Max Hummeltenberg, Übersetzer zahlreicher Kinderbücher aus dem Russischen
- Maria Hummitzsch, Übersetzerin aus dem Englischen und Portugiesischen
- Christian Friedrich Hunold übersetzte Baltasar Gracián sowie französische und italienische Autoren
- Hugo Huppert übersetzte Wladimir Majakowski
- Waltraud Hüsmert, Übersetzerin aus dem Niederländischen und Englischen

## I
- Ioannis Ikonomou, Übersetzer und Polyglotter
- Ursula Isbel, Übersetzerin aus dem Englischen und Schwedischen

## J
- Stefanie Jacobs, Übersetzerin aus dem Englischen und Französischen
- Karl-Heinz Jähn, Übersetzer aus dem Tschechischen, Slowakischen und Russischen
- Andreas Jandl, Übersetzer aus dem Französischen
- Vicente Jarque übersetzt aus dem Deutschen ins Spanische.
- Elfriede Jelinek, Übersetzungen aus dem Englischen, u. a. (gemeinsam mit Thomas Pilz) Thomas Pynchons Die Enden der Parabel
- Matthias Jendis übersetzte aus dem Englischen ins Deutsche.
- Walter Jens übersetzte aus dem Altgriechischen ins Deutsche.
- Manuel Jiménez Redondo hat unter anderem Habermas ins Spanische übersetzt.
- Gustav Just übersetzte aus dem Tschechischen und Slowakischen.

## K
- Harry Kahn übersetzte aus dem Englischen.
- Moshe Kahn, Übersetzer aus dem Italienischen (z. B. Stefano D’Arrigo), dem Französischen und dem Englischen
- Reinhard Kaiser, Übersetzer aus dem Englischen und Französischen ins Deutsche
- Joachim Kalka, Übersetzer aus dem Englischen und Französischen
- Anna Kamp, Übersetzerin aus dem Englischen (Bruce Chatwin)
- Martin Kämpchen, Übersetzer aus dem Bengalischen, z. B. Rabindranath Tagore
- Senta Kapoun, Übersetzerin aus dem Schwedischen (Astrid Lindgren), Norwegischen und Dänischen
- Regina Karachouli, Übersetzerin aus dem Arabischen
- Paul Kárpáti übersetzte aus dem Ungarischen ins Deutsche.
- Wolfgang Kaußen übersetzt aus dem Englischen ins Deutsche.
- Michael Kegler, Übersetzer aus dem Portugiesischen
- Friedhelm Kemp übersetzte aus dem Französischen und Englischen ins Deutsche.
- Karin Kersten, Übersetzerin aus dem Englischen und Französischen
- Birgitta Kicherer, Übersetzerin von Kinder- und Jugendbüchern aus dem Schwedischen, Englischen, Dänischen und Norwegischen
- Sabina Kienlechner, Übersetzerin aus dem Italienischen
- Toni Kienlechner, Übersetzerin aus dem Italienischen
- Barbara Kleiner, Übersetzerin aus dem Italienischen, Französischen und Englischen
- Patricia Klobusiczky, aus dem Englischen und Französischen
- Andreas Klotsch, Übersetzer aus dem Portugiesischen, Spanischen und Französischen
- Andrea Kluitmann, Übersetzerin aus dem Niederländischen
- Matthias Knoll, Übersetzer aus dem Lettischen
- Christian Knorr von Rosenroth (D) übersetzte mehrere Bücher aus dem Lateinischen.
- Hainer Kober, Übersetzer aus dem Englischen und Französischen
- Richard Kölbl, Übersetzer aus dem Isländischen
- Birgitt Kollmann, Übersetzerin aus dem Englischen
- Helmut Komp, Übersetzer aus dem Litauischen
- Lisa Kögeböhn, übersetzt aus dem Englischen
- Johann Ulrich König (D) verdeutschte italienische Opernlibretti.
- Annette Kopetzki übersetzt aus dem Italienischen.
- Monika Köpfer übersetzt aus dem Englischen, z. B. J. L. Carr.
- Werner von Koppenfels, Übersetzer aus dem Englischen, Französischen, Spanischen und Lateinischen
- Christoph Kormart übersetzte Werke aus dem Französischen und Niederländischen.
- Christiane Körner übersetzt aus dem Russischen.
- Anna-Liese Kornitzky übersetzte aus dem Englischen und Schwedischen.
- Christine Koschel, Übersetzerin aus dem Englischen und Italienischen
- Charlotte Kossuth übersetzte aus dem Russischen ins Deutsche.
- Dezsö Kosztolányi übersetzte aus dem Deutschen ins Ungarische.
- Bertram Kottmann übersetzte u. a. Khalil Gibrans The Prophet ins Deutsche.
- Marion Kraft, übersetzt aus dem Englischen
- Alexander Kratochvil übersetzt aus dem Ukrainischen und Tschechischen.
- Wolfgang Krege übersetzte aus dem Englischen und Französischen ins Deutsche.
- Gert Kreutzer, Übersetzer aus dem Isländischen
- Karin Krieger, Übersetzerin aus dem Italienischen und Französischen
- Elina Kritzokat, Übersetzerin aus dem Finnischen
- Burkhart Kroeber, Übersetzer aus dem Italienischen; bekannt vor allem durch Übersetzungen von Umberto Eco
- Anna-Nina Kroll, Übersetzerin aus dem Englischen, z. B. von Anna Burns
- Gertraude Krueger, Übersetzerin aus dem Englischen und Russischen, unter anderem von Julian Barnes, Alice Walker und E.L. Doctorow
- Lore Krüger, Übersetzerin aus dem Englischen, übersetzte Werke von Doris Lessing, Mark Twain, Robert Louis Stevenson, Daniel Defoe, Nathaniel Hawthorne, Joseph Conrad und Henry James ins Deutsche
- Christiane Kuby, Übersetzerin aus dem Niederländischen
- Johann Ludwig von Kuefstein (D) übertrug spanische Romane.
- Franz Kuhn (D), Übersetzer aus dem Chinesischen ins Deutsche während der ersten Hälfte des 20. Jahrhunderts
- Peter Kultzen, Übersetzer aus dem Spanischen
- Reiner Kunze übersetzt aus dem Slowakischen ins Deutsche.
- Heinz Rudolf Kunze (D), Übersetzung von Musicals
- Angelika Kutsch (D), Übersetzerin von Kinder- und Jugendliteratur aus dem Schwedischen, Norwegischen und Dänischen
- Asteris Kutulas, Übersetzer von Prosa, Lyrik und Essays aus dem Neugriechischen ins Deutsche
- Ina Kutulas (D), Nachdichterin von Lyrik aus dem Neugriechischen (u. a. Nikos Engonopoulos, Dionisis Karatzas)

## L
- Klaus Laabs, Übersetzungen aus dem Spanischen, Katalanischen, Portugiesischen, Französischen, Englischen und Russischen, u. a. Übersetzer von Reinaldo Arenas, José Lezama Lima und Alejandra Pizarnik
- Edwin Maria Landau, Übersetzungen aus dem Französischen, u. a. Paul Claudel
- Susanne Lange, Übersetzungen aus dem Spanischen und Englischen
- Margitt Lehbert, Übertragungen aus dem Englischen, u. a. Les Murray und Iain Crichton Smith, publiziert ihre Übersetzungen seit 1994 auch selbst (siehe Edition Rugerup)
- Inge Leipold übersetzte aus dem Englischen und Französischen.
- Dieter Leisegang, Übersetzungen von W. H. Auden, Hart Crane und Edvard Kocbek
- Hans-Georg Lenzen übersetzte „Der kleine Nick“.
- Gabriele Leupold, Übersetzungen aus dem Russischen und Polnischen
- Kristiane Lichtenfeld, Übersetzungen aus dem Russischen, dem Polnischen und dem Georgischen
- Klaus-Jürgen Liedtke, Übersetzungen aus dem Schwedischen Gunnar Ekelöf
- Sylvia List, Übersetzerin aus dem Englischen, Russischen und Französischen
- Enno Littmann, vollständige Übersetzung von Tausendundeine Nacht aus dem Arabischen
- Daniel Casper von Lohenstein übertrug Baltasar Gracián
- Oleksij Lohwynenko, Übersetzer ins Ukrainische
- Victoria Lorini, vollständige Übersetzung der Vite von Giorgio Vasari
- Conny Lösch, Übersetzerin aus dem Englischen
- Helen Tracy Lowe-Porter, amerikanische Übersetzerin aus dem Deutschen, insbesondere der Werke Thomas Manns
- Ludwig I. (Anhalt-Köthen) verdeutschte mehrere Bücher aus dem Französischen und Italienischen, darunter ein Werk von Francesco Petrarca
- Helmut Lugmayr, Übersetzer aus dem Isländischen
- Martin Luther, bedeutendste Übersetzung der Bibel ins Deutsche

## M
- Hans-Joachim Maass (1937–2012), übersetzte aus dem Englischen und Schwedischen.
- Hans Maeter (1923–2012), Übersetzer aus dem Englischen
- Erwin Magnus (1881–1947), Übersetzer aus dem Englischen, Dänischen, Schwedischen und Norwegischen, Übersetzer der Werke Jack Londons
- Moustafa Maher (1936–2021), Übersetzer ins Arabische
- Miriam Mandelkow, übersetzt aus dem Englischen
- Johann Christoph Männling übertrug niederländische Reisebeschreibungen.
- Olivier Mannoni (* 1960), Übersetzer aus dem Deutschen ins Französische
- Gisa Marehn, Übersetzerin aus dem Isländischen
- Elisabeth Markstein (1929–2013), Übersetzungen literarischer Werke aus dem Russischen und Polnischen, darunter Solschenizyns Der Archipel Gulag
- Paul Jacob Marperger übersetzte mehrere Werke aus dem Französischen
- Roswitha Matwin-Buschmann, Übersetzerin aus dem Polnischen und Russischen
- Lavinia Mazzucchetti (1889–1965), Übersetzerin aus dem Deutschen ins Italienische, Werke Thomas Manns
- Joachim Meichel übertrug Jeremias Drexel und andere religiöse Autoren aus dem Lateinischen.
- Herbert Meier (1928–2018), Übersetzer aus dem Französischen
- Guido G. Meister übersetzte aus dem Französischen, u. a. Camus, Bernanos, Cayrol.
- Dorothee Merkel übersetzt aus dem Englischen.
- Curt Meyer-Clason, Werke portugiesischer, spanischer und lateinamerikanischer Autoren
- Maralde Meyer-Minnemann, Übersetzerin aus dem Portugiesischen und Spanischen
- Gustav Meyrink, Werke von Charles Dickens und Rudyard Kipling
- Fritz Mierau (1934–2018), Übersetzer aus dem Russischen
- Manfred Miethe (* 1950), Übersetzer aus dem Englischen, u. a. Werke von Dan Millman, Michael Murphy, Jiddu Krishnamurti, Charles M. Schulz
- Nili Mirsky (1943–2018), Übersetzerin v. a. aus dem Deutschen und Russischen
- Terézia Mora, Übersetzerin aus dem Ungarischen, u. a. Werke von Péter Esterházy
- Johann Michael Moscherosch übersetzte französische und lateinische Bücher
- Natia Mikeladse-Bachsoliani, Übersetzerin aus dem Georgischen
- Eva Moldenhauer, Übersetzerin aus dem Französischen
- Kai Molvig, Übersetzer aus den Englischen und Niederländischen
- Gustav Morgenstern, Übersetzer aus dem Norwegischen, Schwedischen und Dänischen
- Lena Müller, übersetzt aus dem Französischen
- Marlene Müller-Haas, Übersetzerin aus dem Niederländischen
- Haruki Murakami, Übersetzer aus dem Amerikanischen ins Japanische
- Theresia Mutzenbecher

## N
- Kimiko Nakayama-Ziegler, Übersetzerin aus dem Japanischen (zusammen mit Ursula Gräfe)
- Salah Naoura übersetzte u. a. schwedische und englischsprachige Kinder- und Jugendliteratur.
- Benjamin Neukirch übersetzte Fania Fénélon.
- Georg Neumark verdeutschte einige Werke von Jacob Cats.
- Hans-Joachim Niemann übersetzte sieben Bücher und zwanzig Schriften von Karl Popper.

## O
- Andrea O’Brien übersetzt aus dem Englischen.
- Günter Ohnemus übersetzt aus dem Englischen.
- Adam Olearius übersetzte aus dem Lateinischen und Persischen.
- Martin Opitz verdeutschte französische und lateinische Bücher, z. T. unter Konsultation niederländischer Übertragungen.
- Renate Orth-Guttmann, Übersetzerin aus dem Englischen
- Grete Osterwald, Übersetzerin aus dem Englischen und Französischen[1]
- Andrea Ott, Übersetzerin aus dem Englischen
- Bernadette Ott übersetzt Literatur und Essays aus dem Französischen und Englischen.
- Else Otten, Übersetzerin aus dem Niederländischen

## P
- Hans-Henning Paetzke, deutsche Übersetzungen zeitgenössischer ungarischer Literatur, u. a. von Péter Esterházy, György Konrád, László Márton und Péter Nádas
- Eveline Passet, Übersetzerin aus dem Russischen und Französischen, u. a. Romane Daniel Pennacs
- Gisela Perlet, Übersetzerin aus dem Dänischen
- Werner Peterich, Übersetzer aus dem Englischen, Französischen und Italienischen
- Karl Kurt Peters übersetzte aus dem Schwedischen.
- Tanja Petrič, Übersetzerin ins Slowenische
- Helga Pfetsch übersetzte Alice Walkers Roman Die Farbe Lila.
- Maja Pflug, Übersetzerin aus dem Italienischen
- Astrid Philippsen, Übersetzerin aus dem Serbischen, Kroatischen, Bosnischen und Slowenischen
- Burton Pike, Übersetzer aus dem Deutschen, insbesondere von Robert Musil
- Johannes Piron, Übersetzer aus dem Niederländischen, Englischen, Französischen und Italienischen
- Regine Pirschel, deutsche Übersetzungen finnischer Gegenwartsautoren
- Dagmar Ploetz, Übersetzerin aus dem Spanischen
- Angela Plöger, Übersetzerin aus dem Finnischen, Ungarischen und Russischen
- Pociao, Übersetzerin aus dem Englischen
- Christian Heinrich Postel verdeutschte französische und italienische Opernlibretti und verfasste eine Teilübersetzung von Homer
- Angela Praesent übersetzte aus dem Englischen und Französischen.
- Mirjam Pressler, Werke aus dem Hebräischen, dem Englischen, dem Niederländischen und dem Afrikaans

## Q
- Hermann Quistorf, hoch- und niederdeutsche Übersetzungen von Dramen niederländischer Autoren, darunter den Werken von Jan Fabricius

## R
- Susanna Rademacher, Übersetzerin aus dem Englischen
- E. K. Rahsin, deutsche Übersetzungen von Dostojewski
- Ilma Rakusa übersetzt aus dem Russischen, Serbokroatischen, Ungarischen und Französischen
- Norbert Randow, Übersetzungen aus dem Bulgarischen und Belarussischen
- Anna von Rath, übersetzt aus dem Englischen und Spanischen
- Wolfgang Ratke übersetzte Plautus, Terenz und Justinian
- Kathrin Razum übersetzt aus dem Englischen
- Eva Rechel-Mertens übersetzte aus dem Französischen; sie ist bekannt vor allem als Proust-Übersetzerin sowie als Übersetzerin eines wesentlichen Teiles des Gesamtwerks von Simone de Beauvoir, Julien Green und Roger Martin du Gard.
- Verena Reichel, Übersetzungen aus dem Schwedischen, Norwegischen und Dänischen
- Hans Reisiger, Übersetzungen aus dem Englischen und Französischen
- Agnes Relle, Übersetzungen aus dem Ungarischen und Französischen
- Thomas Reschke, Übersetzungen aus dem Russischen, u. a. Michail Bulgakow, Boris Pasternak
- Franziska zu Reventlow, Übersetzungen aus dem Französischen (Prévost, Proust, Maupassant u. a.)
- Fuad Rifka übersetzte deutsche Lyrik ins Arabische.
- Johann Rist verdeutschte ein Werk von Torquato Tasso.
- Bernhard Robben, Übersetzer aus dem Englischen
- Peter Robert übersetzt aus dem Englischen.
- Joachim Röhm, Übersetzer aus dem Albanischen (vor allem Werke von Ismail Kadare)
- Erika Rojas, Übersetzerin aus dem Lateinischen von Werken Giordano Brunos
- Georg Rollenhagen übertrug Aelius Donatus.
- Franz Rosenzweig, Philosoph, übertrug Gedichte des Jehuda ha-Levi und zusammen mit Martin Buber den Tanach
- Johann Leonhard Rost verdeutschte französische und spanische Romane
- Hans Rothe, Übersetzer aus dem Englischen und Französischen, darunter sämtliche Werke von William Shakespeare
- Harry Rowohlt, Übersetzer aus dem Englischen und Rezitator seiner Übersetzungen
- Utta Roy-Seifert, Übersetzerin aus dem Englischen und Gründerin der österreichischen IG Übersetzerinnen Übersetzer, damals „Übersetzergemeinschaft“
- Frida Rubiner, übersetzte aus dem Russischen ins Deutsche
- Luis Ruby, Übersetzer aus dem Englischen, Italienischen, Spanischen und Portugiesischen ins Deutsche
- Friedrich Rückert, übersetzte den Koran sowie eine große Menge klassischer orientalischer Schriften
- Petro Rychlo, Übersetzer deutschsprachiger Autoren ins Ukrainische

## S
- Gottfried Wilhelm Sacer übersetzte Pierre Antoine Mascaron.
- Julius Sandmeier, Übersetzer aus dem Norwegischen, Dänischen und Schwedischen
- Heinz von Sauter, Übersetzungen aus dem Französischen und Englischen, Hauptwerk: erste vollständige deutsche Übersetzung der Memoiren Casanovas
- Wolfgang Schadewaldt, Übersetzer aus dem Altgriechischen ins Deutsche, u. a. Homer
- Stefanie Schäfer, Übersetzerin aus dem Niederländischen, Afrikaans, Englischen und Französischen
- Angela Schamberger, Übersetzerin aus dem Isländischen
- Denis Scheck, Übersetzer aus dem Englischen, Herausgeber und Literaturkritiker
- Gerda Scheffel, Übersetzungen aus dem Französischen
- Helmut Scheffel, Übersetzungen aus dem Französischen
- Tobias Scheffel, Übersetzungen aus dem Französischen
- Jörg Scherzer, Übersetzer aus dem Dänischen, Norwegischen und Schwedischen
- Eduard Schiemann, Übersetzer zeitgenössischer russischer Literatur
- Annemarie Schimmel, Übersetzungen aus dem Persischen, Arabischen und Urdu, insbesondere von klassischer Poesie
- David Schirmer übersetzte Werke aus dem Lateinischen
- Michael Schirmer übertrug Vergil
- August Wilhelm Schlegel, Werke von Dante Alighieri, Calderón und William Shakespeare
- Herbert Schlüter, Übersetzer aus dem Italienischen, Englischen, Französischen und Spanischen
- Carlo Schmid, übersetzte aus dem Italienischen und Französischen ins Deutsche
- Renate Schmidgall, Übersetzungen aus dem Polnischen
- Arno Schmidt übersetzte englischsprachige Autoren wie James Fenimore Cooper, Edgar Allan Poe und William Faulkner ins Deutsche
- Rainer G. Schmidt, Übersetzer aus dem Englischen und Französischen
- Hinrich Schmidt-Henkel, Übersetzer aus dem Französischen, Norwegischen und Italienischen
- Werner Schmitz, übersetzt aus dem Englischen
- Elisabeth Schnack, Übersetzerin aus dem Englischen ins Deutsche
- Marianne Schneider, Übersetzungen aus dem Italienischen und Französischen
- Johann Georg Schoch übersetzte Ovid
- Jan Schönherr übersetzt aus dem Englischen, Französischen, Italienischen und Rumänischen
- Gabriele Schrey-Vasara, Übersetzungen aus dem Finnischen
- Christa Schuenke, Übersetzerin aus dem Englischen
- Michael Schulte, Übersetzer aus dem Englischen ins Deutsche
- Peter Schwaar, Übersetzer aus dem Spanischen
- Marcel Schwander übersetzte aus dem Französischen, u. a. Jacques Chessex, Georges Haldas und Alice Rivaz
- Benjamin Schwarz, deutsche Übersetzung von Per Anhalter durch die Galaxis
- Ernst Schwarz, Übertragungen von klassischen Gedichten und philosophischen Texten aus dem Chinesischen
- Rainer Schwarz, Übersetzungen aus dem Chinesischen (Der Traum der Roten Kammer) und Russischen
- Karin von Schweder-Schreiner, Übersetzerin aus dem Portugiesischen, Englischen, Französischen und Schwedischen
- Nicolai von Schweder-Schreiner, Übersetzer aus dem Englischen und Portugiesischen
- Hubert Seelow, Übersetzer aus dem Isländischen
- Gregor Seferens, Übersetzer aus dem Niederländischen
- Miklós György Serdián, Übersetzer aus dem Deutschen, Englischen und Spanischen ins Ungarische
- Thomas Shelton, übersetzte 1612 erstmals Don Quijote aus der spanischen in die englische Sprache
- Stefan Siebers, Übersetzungen aus dem Hebräischen
- Hans Skirecki, Übersetzungen aus dem Ungarischen
- Juan José del Solar Bardelli, Übersetzungen aus dem Deutschen ins Spanische, u. a. Elias Canetti, Robert Walser, Franz Kafka, Hermann Hesse
- Ulrich Sonnenberg, Übersetzer aus dem Dänischen und Norwegischen
- Hans Werner Sokop, Übersetzer aus dem Italienischen, Englischen und Französischen ins Deutsche und Wienerische, u. a. die Göttliche Komödie von Dante Alighieri
- Wolfhart Spangenberg verdeutschte mehrere lateinische Werke.
- Andrea Spingler übersetzt aus dem Französischen, u. a. Werke von Marguerite Duras, Alain Robbe-Grillet, Patrick Modiano und Pascale Kramer.
- Klaus Staemmler übersetzte aus dem Polnischen.
- Gisela Stege, Übersetzerin aus dem Englischen
- Helmut von den Steinen übersetzte Konstantin Kavafis, Nikos Kazantzakis, Stratis Myrivilis aus dem Neugriechischen und Hesiod sowie eine Reihe von Dialogen Platons.
- Claudia Steinitz, Übersetzerin aus dem Französischen
- Jeanne Stern übersetzte u. a. Anna Seghers ins Französische.
- Hans Stilett übersetzte insbesondere Montaigne aus dem Französischen.
- Rosemarie Still, Übersetzungen aus dem Niederländischen
- Nikolaus Stingl, Übersetzer aus dem Englischen
- Ilse Strasmann, übersetzt aus dem Englischen und Französischen, unter vielen anderen Werken auch Tim und Struppi Bände von Hergé.
- Gesine Strempel, Übersetzerin aus dem Englischen
- Bernhard Strobel, Übersetzer aus dem Norwegischen
- Egon Strohm, Übersetzer aus dem Englischen
- Johann Wilhelm von Stubenberg übersetzte französische und italienische Romane.
- Uta Szyszkowitz, Übersetzerin aus dem Englischen und Französischen, v. a. für die Bühne

## T
- Borys Ten, Übersetzer aus dem Altgriechischen, Englischen, Deutschen, Russischen
- Elena Teuffer, Übersetzerin aus dem Isländischen
- Monika The, Übersetzerin aus dem Niederländischen
- Eckhard Thiele, Übersetzer aus dem Russischen, Polnischen, Tschechischen und Slowakischen
- Josef Tichy übersetzte aus dem Englischen und Niederländischen.
- Ludwig Tieck, Werke von William Shakespeare
- Rosemarie Tietze, Übersetzungen aus dem Russischen
- Maria-Claudia Tomany, Übersetzerin aus dem Isländischen
- Elmar Tophoven, u. a. Samuel Beckett
- Friedrich Torberg, Übersetzer aus dem Englischen und Hebräischen (Kishon) ins Deutsche
- Peter Torberg, Übersetzer aus dem Englischen ins Deutsche
- Andreas Tretner, Übersetzungen aus dem Russischen, Bulgarischen und Tschechischen
- Dorothea Trottenberg, Übersetzungen aus dem Russischen

## U
- Peter Uhlmann, Übersetzer aus dem Finnischen
- Helen Uhlschmid, Übersetzerin aus dem Dänischen, Norwegischen und Schwedischen
- Lessja Ukrajinka, Übersetzerin aus dem Deutschen, Französischen, Englischen, Italienischen, Polnischen, Russischen ins Ukrainische
- Peter Urban, Übersetzer aus dem Russischen, Serbischen, Serbokroatischen, Slowenischen und Tschechischen
- Peter Urban-Halle, Übersetzer aus dem Dänischen und Französischen
- Susann Urban, Übersetzerin aus dem Englischen

## V
- Sigrid Vagt, Übersetzerin aus dem Französischen und Italienischen
- Conrad Vetter, Übersetzer von Jakob Gretser
- Štefan Vevar, Übersetzer von deutschsprachigen Klassikern (Goethe, Schiller, Fontane, Novalis) und zeitgenössischen Autoren (z. B. Musil, Ransmayer, Sebald, Seiler, Haderlap) ins Slowenische
- Frank Viehweg, Nachdichter von Liedtexten internationaler Liedermacher
- Valeeria Villandi, Übersetzerin aus dem Deutschen und Russischen ins Estnische
- Christina Viragh, Übersetzerin aus dem Ungarischen, u. a. von Werken von Imre Kertész, Sándor Márai und Péter Nádas
- Christa Vogel, Übersetzungen aus dem Polnischen und Russischen
- Fritz Vogelgsang, Übersetzer aus dem Spanischen und Katalanischen, u. a. von Antonio Machado,  Octavio Paz und Ramón del Valle-Inclán
- Alice Vollenweider, Übersetzerin aus dem Italienischen
- Johann Heinrich Voß, Homers Ilias und Odyssee
- Ronald Voullié, Übersetzer aus dem Französischen
- Günther Vulpius, Werke von Anne Golon und Roger Peyrefitte

## W
- Kurt Wagenseil, Übersetzer der Werke Henry Millers
- Betty Wahl, Übersetzerin aus dem Isländischen, Englischen, Norwegischen und Dänischen
- Michael Walter, Übersetzer aus dem Englischen, u. a. von Edward Gibbon, Laurence Sterne und Eugene O’Neill
- Melanie Walz, Übersetzungen aus dem Englischen und Französischen
- Peter Waterhouse, Autor und Übersetzer aus dem Englischen und Italienischen
- Anne Weber, Übersetzerin aus dem Französischen und ins Französische
- Elke Wehr, Übersetzerin aus dem Spanischen
- Inge von Weidenbaum, Übersetzerin aus dem Englischen und Italienischen
- Brigitte Weidmann, übersetzte aus dem Französischen und Englischen
- Carl Weissner, Übersetzungen von Bukowski, Burroughs, Ginsbergh und Bob Dylan
- Diederich von dem Werder, Übertragungen von Ludovico Ariosto und Torquato Tasso
- Simon Werle, Übersetzungen aus dem Französischen und Englischen
- Tony Westermayr, Übersetzer aus dem Englischen
- Karl-Ludwig Wetzig, Übersetzer aus dem Isländischen, Schwedischen, Norwegischen, Dänischen und Altnordischen
- Walter Widmer, Übersetzer aus dem Französischen
- Christoph Martin Wieland, Übersetzungen von Shakespeare (aus dem Französischen)
- Ira Wilhelm übersetzt aus dem Niederländischen.
- Petra Willim, Übersetzerin aus dem Französischen
- Michael Windgassen übersetzt aus dem Englischen.
- Josef Winiger übersetzt aus dem Französischen.
- Rudolf Wittkopf, Übersetzer aus dem Englischen, Französischen und Spanischen, u. a. von Julio Cortázar und Octavio Paz
- Klaus Wittmann, Übersetzer aus dem Serbischen, Kroatischen und Bosnischen
- Mirjana Wittmann, Übersetzerin aus dem Serbischen, Kroatischen und Bosnischen
- Walburg Wohlleben, Übersetzerin aus dem Dänischen, Norwegischen und Schwedischen
- Hans Wolf, Übersetzer aus dem Englischen
- Karin Wolff, Übersetzerin aus dem Polnischen
- Karl Wolfskehl, Übersetzer aus dem Französischen, Englischen, Italienischen, Hebräischen, Lateinischen und Mittelhochdeutschen
- Hans Wollschläger, Werke von James Joyce und Edgar Allan Poe
- John E. Woods, Übersetzer aus dem Deutschen
- Vincent von Wroblewsky, Übersetzer aus dem Französischen

## Z
- Heidi Zerning, Übersetzerin aus dem Englischen
- Philipp von Zesen übertrug Werke aus dem Französischen, Lateinischen und Niederländischen.
- Berthold Zilly, Übersetzer aus dem brasilianischen Portugiesisch
- Dieter E. Zimmer, Übersetzer aus dem Englischen und Spanischen, v. a. von Vladimir Nabokov
- Willi Zurbrüggen, Übersetzer aus dem Spanischen